# 나우콤
(주)나우콤는 대한민국의 IT 기업으로 아프리카TV를 운영하던 기업이다.
PC통신 나우누리를 운영하였으며, 인터넷 방송국 아프리카TV, 무료 홈페이지 오피(ohpy), 게임 《테일즈런너》, 피어온라인을 서비스했다.
2007년 10월 10일 이사회에서 (주)윈스테크넷에 흡수합병되기로 결의하였다.
2008년 1월, 보안서비스 업체인 (주)윈스테크넷에 합병되었다.

## 역사
1992년 11월 26일 '서울 마포구 합정동 426-2'에 박성현외 특수관계인이 「한국출판정보주식회사」로 설립하였다. 1993년 4월 1일 '서울 종로구 필운동 174-1'으로 주소를 이전하였고, 「한국출판정보통신주식회사」로 상호 변경하였다. 1994년 3월 23일 '서울 서초구 방배동 852-22'으로 주소를 이전하였고, PC통신사업을 신규영위하면서 「주식회사 나우콤」으로 상호 변경하였다.
1994년 10월 나우누리 사용 서비스를 개시했다. 유료 PC통신서비스 나우누리를 통해 이용료, 부가정보 제공에 따른 이용료, 광고/거래 서비스에 의한 광고료, 거래수수료 등의 수익을 얻었다.
1997년 1월 교육 정보화 프로그램인 '에듀넷' 위탁 경영 계약을 체결했다.

## 서비스

### 보안 솔루션
- 스나이퍼 WMS(Web Management System)
- 스나이퍼 WAF(Web Application Firewall)
- 스나이퍼 IPS(Intrusion Prevent System)
- 스나이퍼 IDS(Intrusion Detect System)
- 스나이퍼 iTMS(internet Treats Management System)
- 시큐어캐스트(SecureCAST)
- 스나이퍼 DDX(Anti-DDoS Solution)
- 스나이퍼 TSMA

### 인터넷 사업
- 아프리카TV
- 테일즈런너

## 저작권법 위반 혐의와 문용식 대표의 구속 수감
서울중앙지검 첨단범죄수사부는 2008년 6월 17일 영화 파일의 불법 유통을 방조한 혐의(저작권법 위반)로 이 회사의 대표이사인 문씨를 구속했다.
저작권이 있는 영화 파일이 공유되는것에 대해 묵인하고, 대량 업로드를 하는 이른바 '헤비 업로더'에게 일정 수익을 나누었다는 혐의이다. 나우콤은 이에 "자사는 저작권 침해 행위를 일체 하지 않았으며, 근절하기 위해 기술적 필터링 및 모니터링에 최대한으로 노력했다"며 "개인방송 서비스인 '아프리카'가 한미 쇠고기 협상 내용에 대한 반대 시위 생중계의 메카로 떠오르자 촛불시위 확산을 막기 위해 정부의 정치적인 의도가 개입된 것은 아닌지 의심스럽다"고 주장했다.

한편 한국인터넷콘텐츠협회는 협회 사이트 공지를 통해 "나우콤은 인터넷업계 발전을 함께 해온 기업으로서 저작권위반 등 불법의 소지가 있는 서비스에 대하여 회사이익에 반함에도 불구하고 사업을 축소해오고 저작권자의 보호조치를 충분히 취해온 기업이며, 사법기관이 기존 관행에 비해 지나치게 엄한 조치를 취한 데 대해 다시 한번 깊은 유감을 표시한다"며 유감의 뜻을 밝혔다.

이 구속 판결이 있은 지 약 한 달 반이 지난 7월 29일, 서울중앙지법 형사5단독 이현종 판사가 보증금액 1억 원 중 절반인 5천만 원을 미리 납부하고 나머지 금액에 대해 보험증권을 내는 조건으로 보석을 허가하여 비로소 풀려나게 되었다.